# Addams (krater)
Addams är en nedslagskrater med en diameter på 87 kilometer, på planeten Venus. Addams har fått sitt namn efter den amerikanska nobelpristagerskan Jane Addams.